# Perileptus cylindriformis
Perileptus cylindriformis  (лат.) — вид жуков-жужелиц рода Perileptus семейства Жужелицы (Carabidae).
Этот вид является эндемиком Бутана.

## Распространение
Юго-западный Бутан, Samchi, 300 м.

## Описание
Длина выпуклого цилиндрического тела 2 мм. Крылья развиты. Основная окраска светлая красновато-коричневая, блестящие; голова темно-коричневая; боковые части пронотума и надкрылий окаймлены тёмной окраской; на надкрыльях расплывчатые темные пятна позади средней линии; нижняя часть тела буровато-чёрная, кроме желтовато-коричневых эпиплевр; усики, щупики, опушение и ноги желтовато-коричневые. Ноги относительно короткие.
Сходен с видом Perileptus cameroni (Jeannel, 1923) из Южной Индии, но он темнее и мельче размерами, тело более узкое и параллельностороннее.